# Sapore di te
Pour plus de détails, voir Fiche technique et Distribution.
Sapore di te est une comédie italienne réalisée par Carlo Vanzina et sortie en 2014 ; il s'agit clairement d'une suite, trente ans après, du succès des frères Vanzina de 1982, Sapore di mare.

## Synopsis
Étés 1984 et 1985, sur la plage de Forte dei Marmi : le film nous offre un portrait attachant de l'Italie des années 1980 avec ses personnages aux aventures entremêlées. On y rencontre la famille Proietti, de Rome, composée d'Alberto commerçant et passionné de foot, sa femme Elena, et leur fille Sabrina, 17 ans, qui fait tourner la tête de Luca et de Chicco, deux camarades d'université. À côté d'eux, l'honorable De Marco, Napolitain en vacances avec son épouse, se laisse séduire par Susy, originaire de Salerne ; cette dernière cherche la célébrité et parvient ainsi à intervenir dans le programme télévisé Drive In. Une thésarde de Florence, Anna, tombe amoureuse d'Armando, un jeune du lieu. Bien sûr, le maître-nageur fait rêver toutes les demoiselles étrangères en vacances. Enfin, les parents de Luca, de la bourgeoisie milanaise, se rappellent avec nostalgie le bon vieux temps des années 1960.

## Fiche technique
- Titre : Sapore di te
- Réalisation : Carlo Vanzina
- Scénario Enrico et Carlo Vanzina
- Production : Medusa, International Video '80
- Diffusion : Medusa Distribuzione
- Photographie : Enrico Lucidi
- Montage : Luca Montanari
- Musique : Giuliano Taviani, Carmelo Travia
- Costumes : Grazia Materia
- Genre : Comédie
- Date de sortie : 2014
- Durée : 90 min

## Distribution
- Vincenzo Salemme : Piero De Marco
- Maurizio Mattioli : Alberto Proietti
- Nancy Brilli : Elena Proietti
- Katy Saunders : Sabrina Proietti
- Serena Autieri : Susy Acampora
- Martina Stella : Anna Malorni
- Giorgio Pasotti : Armando Malenotti
- Andrea Pucci : Sandro, père de Luca
- Valeria Graci : Cristina, mère de Luca
- Fiammetta Cicogna : Nicoletta
- Eugenio Franceschini : Luca
- Matteo Leoni : Chicco
- Virginie Marsan : Francesca
- Raffaele Buranelli : Tucci
- Valentina Sperlì : Leonetta De Marco
- Paolo Conticini : Renato le maître-nageur
- Laura Berlin : Ingrid
- Antonio D'Ausilio